# Liste der Stolpersteine in Wassenaar

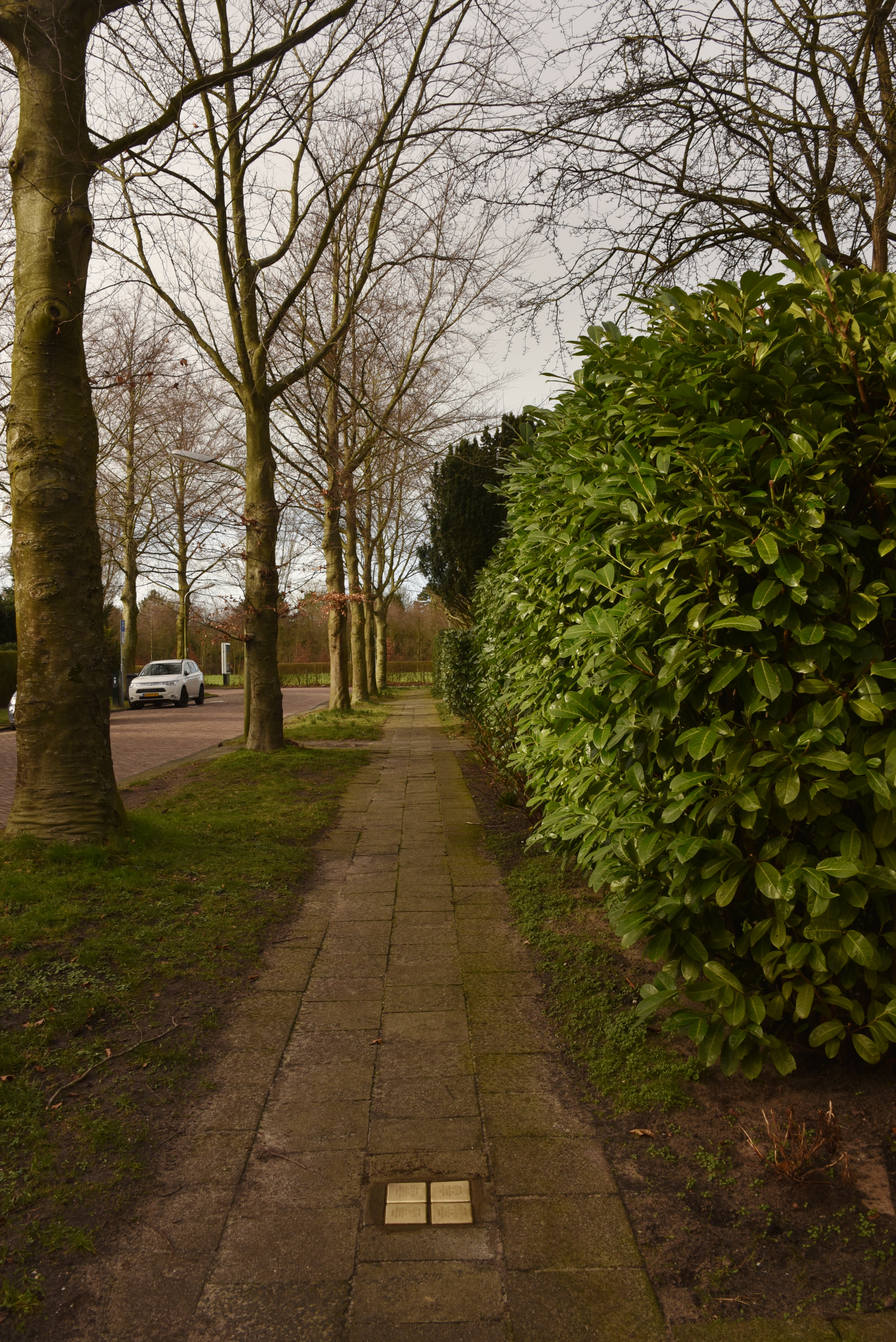
Stolpersteine in Wassenaar

Die Liste der Stolpersteine in Wassenaar umfasst die Stolpersteine, die in der Gemeinde Wassenaar, gelegen in der niederländischen Provinz Zuid-Holland, verlegt wurden. Stolpersteine sind ein Kunstprojekt des deutschen Künstler Gunter Demnig. Sie sind den Opfern des Nationalsozialismus gewidmet, all jenen, die vom NS-Regime drangsaliert, deportiert, ermordet, in die Emigration oder in den Suizid getrieben wurden. Verlegt wird für jedes Opfer ein eigener Stein, im Regelfall vor dem letzten selbst gewählten Wohnsitz vom Künstler persönlich.
Die erste Verlegung in dieser Gemeinde erfolgte am 25. November 2021.

## Verlegte Stolpersteine
In Wassenaar wurden bisher 19 Stolpersteine an acht Adressen verlegt.
| Stolperstein | Übersetzung | Verlegort                           | Name, Leben                                      |
| ------------ | --- | ----------------------------------- | ------------------------------------------------ |
|              | HIER WOHNTE ELEONORE BERG GEB. 1928 DEPORTIERT 1943 AUS WESTERBORK ERMORDET 3.9.1943 AUSCHWITZ                                                        | Hogeweg 16                          | Constanze Eleonore Berg (1928–1943)              |
|              | HIER WOHNTE JULIUS BERG GEB. 1899 DEPORTIERT 1943 AUS WESTERBORK ERMORDET 31.3.1944 POLEN                                                             | Hogeweg 16                          | Julius Berg (1899–1944)                          |
|              | HIER WOHNTE RUDI LUDWIG BERG GEB. 1930 DEPORTIERT 1943 AUS WESTERBORK ERMORDET 3.9.1943 AUSCHWITZ                                                     | Hogeweg 16                          | Rudi Ludwig Berg (1930–1943) (1930–1943)         |
|              | HIER WOHNTE ELFRIEDE BERTHA BERG-BERGMANN GEB. 1905 DEPORTIERT 1943 AUS WESTERBORK ERMORDET 3.9.1943 AUSCHWITZ                                        | Hogeweg 16                          | Elfriede Bertha Berg-Bergmann (1905–1943)        |
|              | HIER WOHNTE MADELEINE ALICE BROMET GEBOREN 1934 DEPORTIERT 1944 AUS WESTERBORK ERMORDET 8.10.1944 AUSCHWITZ                                           | Wittenburgerweg 120                 | Hijman Bromet (1932–1944)                        |
|              | HIER WOHNTE MADELEINE ALICE BROMET GEBOREN 1934 DEPORTIERT 1944 AUS WESTERBORK ERMORDET 8.10.1944 AUSCHWITZ                                           | Wittenburgerweg 120                 | Hijman Bromet (1932–1944)                        |
|              | HIER WOHNTE PHILIP EMANUEL BROMET GEBOREN 1942 DEPORTIERT 1944 AUS WESTERBORK ERMORDET 8.10.1944 AUSCHWITZ                                            | Wittenburgerweg 120                 | Philip Emanuel Bromet (1942–1944)                |
|              | HIER WOHNTE YVONNE CARLA BROMET GEBOREN 1932 DEPORTIERT 1944 AUS WESTERBORK ERMORDET 8.10.1944 AUSCHWITZ                                              | Wittenburgerweg 120                 | Yvonne Carla Bromet (1932–1944)                  |
|              | HIER WOHNTE ALICE BROMET- FLESSEMAN GEBOREN 1905 DEPORTIERT 1944 AUS WESTERBORK ERMORDET 8.10.1944 AUSCHWITZ                                          | Wittenburgerweg 120                 | Alice Bromet-Flesseman (1905–1944)               |
|              | HIER WOHNTE MARGANNE ELISABETH CAHN GEBOREN 1926 DEPORTIERT 1944 AUS WESTERBORK ERMORDET 28.2.1945 MITTELEUROPA                                       | Wittenburgerweg 120                 | Marganne Elisabeth Cahn (1926–1945)              |
|              | HIER WOHNTE JACK FELLEMAN GEB. 1910 DEPORTIERT 1944 AUS WESTERBORK ERMORDET 31.8.1944 AUSCHWITZ                                                       | Hyacinthstraat 23                   | Jack Felleman (1910–1944)                        |
|              | HIER WOHNTE ELKAN FRIJDA GEB. 1883 DEPORTIERT 1944 AUS WESTERBORK ERMORDET 26.3.1944 AUSCHWITZ                                                        | Laan van Rhemen van Rhemenshuizen 4 | Elkan Frijda (1883–1944)                         |
|              | HIER WOHNTE ERNEST ALFRED FRIJDA GEB. 1909 DEPORTIERT 1944 AUS WESTERBORK ERMORDET 6.3.1944 AUSCHWITZ                                                 | Crocusstraat 27                     | Ernest Alfred Frijda (1909–1944)                 |
|              | HIER VERBLIEB ILSE YVONNE FRIJDA GEB. 1925 DEPORTIERT 1944 AUS WESTERBORK ERMORDET 30.6.1944 MITTELEUROPA                                             | Crocusstraat 27                     | Ilse Yvonne Frijda (1925–1944)                   |
|              | HIER WOHNTE ROBERT ERWIN KAIM GEB. 1921 DEPORTIERT 1944 AUS WESTERBORK ERMORDET 31.12.1944 STUTTHOF                                                   | Wittenburgerweg 64                  | Robert Erwin Kaim (1921–1944)                    |
|              | HIER WOHNTE JOHAN 'JAN' HERMAN KESSLER GEB. 1919 WIDERSTANDSKÄMPFER 'GRUPPE KEES' VERHAFTET AM 14.11.1944 BARCHEM GEFOLTERT ERMORDET 15.11.1944 LAREN | Stoeplaan 1                         | Johan Herman Kessler (1919–1944)                 |
|              | HIER WOHNTE STEPHANIE VAN RAALTE- KAIM-SCHWEITZER GEB. 1894 FLUCHT IN DEN TOD 21.7.1942 WASSENAAR                                                     | Wittenburgerweg 64                  | Stephanie van Raalte-Kaim-Schweitzer (1894–1942) |
|              | HIER WOHNTE CONSTANZE SCHWEITZER- HAINAUER GEB. 1868 FLUCHT IN DEN TOD 21.7.1942 WASSENAAR                                                            | Wittenburgerweg 64                  | Constanze Schweitzer-Hainauer (1868–1942)        |
|              | HIER WOHNTE FREDDIE DAVID DA SILVA GEBOREN 1909 DEPORTIERT 1944 AUS WESTERBORK ERMORDET 28.2.1945 MITTELEUROPA                                        | Van Zuylen van Nijeveltstraat 106   | Freddie David da Silva (1909–1944)               |

## Verlegedaten
Die Stolpersteine wurden am 25. und 26. November 2021 verlegt.